# Forcarey (parroquia)
Forcarey (oficialmente San Martiño de Forcarei) es una parroquia española del municipio de Forcarey, perteneciente a la provincia de Pontevedra, en la comunidad autónoma de Galicia.

## Toponimia
La parroquia puede aparecer referida con las grafías «Forcarey» y «Forcarei».

## Historia
Hacia mediados del siglo XIX, la parroquia, ya por entonces perteneciente al municipio de su nombre, tenía contabilizada una población de ochocientos habitantes. Aparece descrita en el octavo volumen del Diccionario geográfico-estadístico-histórico de España y sus posesiones de Ultramar de Pascual Madoz con las siguientes palabras:

FORCAREY (San Martin): felig., cap. del ayunt. de su nombre en la prov. de Pontevedra (6 leg.), part. jud. de Tabeiros (2 1/2 á la Estrada), dióc. de Santiago (6): sit. á la der. del r. Lerez en el centro del distr. municipal. La combaten principalmente los aires del N. y E.; el clima es templado, y las enfermedades comunes dolores de costado, fiebres, reumas y flatos. Tiene 135 casas repartidas en los l. de Cabanas, Cachoufeiro, Carballeira, Cobas, Chamosa, Espindo, Gajin, Puente, Salgueiro, Surribas y Vilar. Hay escuela de primeras letras frecuentada por 107 niños de ambos sexos, y pagada por un particular, ignorándose por lo mismo la dotacion del maestro. Para surtido de los vec. se hallan dentro de la pobl. 6 fuentes de muy buenas aguas, y otras muchas en varios puntos del térm. La igl. parr. (San Martin) está servida por un cura de provision en concurso. Confina esta felig. por N. con al de Dos-Iglesias; por. E. con la de Castrelo: por S. con la de Millerada, y al O. con la de Liripio. El terreno es montuoso y de mediana calidad; le cruza por el SE. el r. Lerez, que naciendo en la parr. de Acibeiro se dirige á la ria de Pontevedra, y tiene en el térm. de esta felig. dos puentes, llamado el uno de Forcarey, y el otro de Gonsail. Atraviesa por aqui el camino de Santiago á Orense, y tambien cruzan algunos trasversales para la comunicacion de los pueblos inmediatos, hallándose en regular estado: el correo se recibe de Cerdedo por peatones. prod.: maiz, centeno, patatas y legumbres; se cria ganado vacuno, lanar, cabrio y algun caballar; hay caza de liebres, conejos y perdices, y pesca de truchas. ind.: la agrícola, 8 molinos harineros y dos batanes para ropas de lana, llamadas en el pais leras. pobl.: 166 vec., 800 alm. contr. con las demas felig. que componen el ayunt. (V.)
(Madoz, 1847, pp. 140-141)

En 2023, tenía empadronados 774 habitantes.